# بیچ-نات
بیچ-نات (انگلیسی: Beech-Nut) شرکت صنایع غذایی آمریکایی است، که در سال ۱۸۹۱ تأسیس شد.